# L'Escalier (Kowalski)
L'Escalier est une œuvre de Piotr Kowalski. C'est l'une des œuvres d'art de la Défense, en France.

## Description
L'installation se compose d'un escalier reliant l'esplanade à la place du Dôme, délimité par des bacs de fleurs.

## Historique
L'œuvre est installée en 1989.